# Shi Dakai
 (octobre 2015).
Si vous disposez d'ouvrages ou d'articles de référence ou si vous connaissez des sites web de qualité traitant du thème abordé ici, merci de compléter l'article en donnant les références utiles à sa vérifiabilité et en les liant à la section « Notes et références ».
Shi Dakai (11er mars 1831 - 27 juin 1863 ; 石達開 en chinois traditionnel), né à Guigang dans le Guangxi, et également connu sous le titre de « Seigneur des Cinq Mille Ans », fut un des généraux de la Révolte des Taiping ainsi qu'un poète.

## Biographie
D'origine mi-Hakka et mi-Zhuang, il rejoignit, ainsi que toute sa famille, le fondateur des Taiping, Hong Xiuquan, dès 1849.
Il devint le « Roi des Côtés » (Yi Wang) du Royaume Céleste créé par les Taiping.
À la suite du massacre de Tianjing, où une partie de sa famille fut massacrée lors de l'assassinat de Yang Xiuqing par le « Roi du Nord », Wei Changhui, il quitta les Taiping en 1857. Il partit à la tête d'une armée de 100 000 hommes. Il combattit alors les armées impériales Qing pendant six ans, de façon autonome. Son départ affaiblit considérablement le mouvement Taiping.
L'armée Qing finit par s'emparer de Shi Dakai, le 13 juin 1863, et malgré ses supplications pour qu'on l'achève rapidement, et que l'on épargne les 2 000 soldats fidèles qui lui restaient, il fut lentement démembré à Chengdu, et tous ses hommes furent massacrés
Indépendamment de son rôle de chef de guerre, il écrivit quelques poèmes qui sont un appel romantique à l'héroïsme, et qui encouragèrent un nombre croissant de Chinois à renverser la dynastie Qing, contribuant ainsi à la création de la République de Chine en 1912[réf. nécessaire].